# Prvi rat u Gorskom Karabahu (1988. – 1994.)
 Ovo je glavno značenje pojma Prvi rat u Gorskom Karabahu (1988. – 1994.). Za trenutni događaj pogledajte Sukobi u Gorskom Karabahu 2020..
Rat u Gorskom Karabahu (armenski: Արցախյան ազատամարտ, izgovor: arcahjan azatamart; azerski: Qarabağ münaqişəsi) bio je oružani sukob između Armenaca u Gorskom Karbahu koje je podržavala Republika Armenije i Azerbajdžana koji se odvijao između veljače 1988. i svibnja 1994. u pokrajini Gorski Karabah. Kako se rat razvijao, Armenija i Azerbajdžan, obje bivše republike Sovjetskog Saveza, ušle su u otegnuti, neobjavljeni gorski rat unutar pokrajine Karabah zbog težnji Azerbajdžana da spriječi odvajanje iste pokrajine iz svojih granica. Narodna skupština Gorskog Karbaha glasovala je za ujedinjenje Karabaha s Armenijom, dok je također održan i referendum, kojeg su Azeri u Karabahu uglavnom bojkotirali, na kojem se većina stanovništva izjasnila za neovisnost. Zahtjev za ujedinjenjem s Armenijom, koji je dosegao svoj vrhunac krajem 1980.-ih, počeo je kao miran poduhvat. Međutim, sljedećih mjeseci, kako se bližio raspad SSSR-a, pokret se razvio u nasilan sukob između Armenaca i Azera što je rezultiralo tvrdnjama o etničkom čišćenju s obje strane.
Među-etnički sukob ubrzo se rasplamsao nakon što je parlament Autonomne Oblasti Gorski Karabah 20. veljače 1988. izglasao odluku o pripajanju pokrajine Armeniji. Nastanak armenskog separatističkog pokreta olakašalo je i stanje u tadašnjem SSSR-u. Dok je Azerbajdžan proglašavao neovisnost od SSSR-a uklanjajući posebnosti koje je imala vlada enklave, armenska je većina glasovala za odvajanje od Azerbajdžana usputno proglasivši međunarodno nepriznatu Republiku Gorski Karabah.
Borbe širokih razmjera izbile su u zimu 1992. Međunarodno posredništvo nekoliko grupa uključujući europski OESS, nije bilo uspješno u donošenju rezolucije s kojom bi obje strane bile zadovoljne. U proljeće 1993. armenske su snage zarobile područja izvan same enklave, na taj način dovodeći u mogućnost uključenje drugih zemalja iz regije u sukob. Do kraja rata 1994. Armenci su imali punu kontrolu nad većinom enklave te su držali i oko 9 % azerbajdžanskog teritorija izvan nje. Kao rezultat sukoba, raseljeno je oko 230.000 Armenaca iz Azerbajdžana te 800.000 Azera iz Armenije i Karabaha. Prekid vatre je potpisan uz rusko posredništvo u svibnju 1994.